# آتلاسبرگ (پنسیلوانیا)
آتلاسبرگ (به انگلیسی: Atlasburg) یک منطقهٔ مسکونی در ایالات متحده آمریکا است که در شهرستان واشینگتن، پنسیلوانیا واقع شده‌است. آتلاسبرگ ۴۰۱ نفر جمعیت دارد.